# 조위 (드라마)
《조위》(错位)는 2024년 방송되었던 중국의 웹 드라마이다.

## 등장 인물
- 마이리 - 장광밍 역
- 퉁다웨이 - 구지밍 역
- 가오즈팅 (高至霆) - 수뤄 역